# Зігомала Георгій Пантелеймонович
Георгій Пантелійович Зігомала (1847-26.03.1902)— грецький дипломат. Грецький консул в Миколаєві (1876—1901).

## Життєпис
Георгій Зігомала народився в Одесі 1847 року. Мало що відомо про його дитинство та молодість, але він ще восьмирічним хлопчиком був відправлений батьками до Афін і отримав гарну освіту та вільно володів кількома мовами. Закінчив гімназію в Афінах та вступив до Афінського університету. Незабаром переїхав до Женеви, де присвятив себе вивченню комерційних наук і, через два роки, уже у Марселі сам вів комерційні справи.
У 1864 році батько Георгія Пантелеймон Зигомала відкрив експортну хлібну контору у м.Миколаєві.Між Фалєєвською та Глазенапівською (нині Декабристів) вулицями в кутовому будинку № 28 знаходилася комерційна контора Пантелеймона Зигомала (1869 р.). Через два роки Георгій приїхав до Миколаєва і зайнявся батьківською справою.
У 1876 році Георгій Зігомала розпочав свою дипломатичну кар’єру як консул Греції в Миколаєві. Він обіймав цю посаду до 1901 року, представляючи інтереси Греції в Україні. За 25 років служби у Миколаєві залишив про себе добру пам’ять.За свою службу він неодноразово отримував найвищі нагороди, подяки та милості свого короля, які поширювалися і на членів його родини". Був нагороджений орденом Спасителя ІV ступеня.
Грецьке консульство у м. Миколаєві було розташовано за адресою вулиця Католицька, 56.

## Участь у розвитку грецької громади Миколаєва
Зігомала відіграв важливу роль у розвитку грецької громади Миколаєва. Він був активним членом грецького православної церкви, був організатором та меценатом різноманітних культурних і благодійних заходів. Завдяки його зусиллям у місті було збудовано нову грецьку школу та бібліотеку..
Змінив Георгія Пантелійовича на посту віце-консула Греції у Миколаєві його брат Іван Пантелійович Зігомала, який пропрацював на цій
посаді аж до 1919 року.Він був одним із засновників Миколаївського Еллінського благодійного товариства у 1909 році. З 1906 року канцелярію грецького королівського консульства було переміщено на вулицю Католицьку № 56 (тепер вул. Адмірала Макарова між вул. Соборною та вул. Московською).

## Останні роки та смерть
У 1901 році Зігомала пішов з дипломатичної служби .Помер у Миколаєві 26 березня 1902 року.Відспівували у Грецькій Церкві 28.04.1902 р.

## Сім'я
- Батько - Пантелеймон Зигомала (1791-1858) грек острова Хіос.
- Дружина - фрейліна її величності Королеви-консорт Греції Ольги Костянтинівни (1851-1926) - Фотіна(Фотінія) Андріївна Зігомала (1852-26.04.1915)  дата одруження 17.09.1878 р.н., близькоспоріднений шлюб.
- Дочка - Ольга Георгіївна Зігомала 4.10.1891 р.н.,вийшла заміж за студента Імператорського Новоросійського Університету Всеволода Володимировича Канонникова, шлюб від 23 вересня 1912 р.,у шлюбі народилася дочка Ольга 22 квітня 1913р.,хресною в неї була сама королева еллінів(греків) та сама Ольга Костянтинівна.У метричному записі про її народження написано, що згідно з записом Бауманського РАГСА м.Москви Ольга була удочерена Яковлєвим Яковом Яковичем і їй поміняли прізвище на Яковлєва та по батькові Яківна. Це сталося 24 травня 1923 року.Тобто, її батьків Всеволода та Ольгу швидше за все репресували та розстріляли.
- Брат -  Іван Пантелійович Зігомала віце-консул Греції у Миколаєві (1849 р.н.).Віце-консул Греції з 1902 по 1919 рік.Повернувся до Греції помер в Афінах
- Брат - Павло Пантелійович Зігомала (1850 р.н.)був біржовим маклером на біржі за адресою Театральний провулок 4 в м.Миколаєві ,дружина Франциска(Фані) Людвігівна Зигомала у дівочості Вітале (1861 р.н.) дочка італійського підданого Людвіка Алоізія Вітале італійського консула у Миколаєві(, син Пантелеймон 18.12.1981 р.н.,був одружений з Оленою Андріївною Добровольською 1895 р.н.,шлюб від 26.07.1913 р.,(у шлюбі вони мали доньку Аріадну 14.05.1914 р.н.) ,син Михайло 7.02.1883 р.н.
- Сестра - Марія Пантелеймонівна Зігомала (1856 р.н.-9.01.1918р.) ,була одружена з Миколою Георгійовичем Маврокордато(1853-14.04.1917) греческоподданим, шлюб від 19.10.1880 р.
- Сестра Олена Пантелеймонівна Зігомала 18 грудня 1881 р. хрестила сина свого брата Павла-Пантелеймона.